# PPP1R7
단백질 인산화효소 1 조절 서브유닛 7(Protein Phosphatase 1 Regulatory Subunit 7)은 인간에서 PPP1R7 유전자에 의해 암호화되는 효소이다.